# Алвес, Тиаго
Тиаго Алвес Салес (порт. Tiago Alves Sales; 12 января 1993, Сан-Жуан-ду-Арагуая, Бразилия) — бразильский футболист, полузащитник японского клуба «Фаджано Окаяма».

## Карьера
Тиаго родился в Сан-Жуан-ду-Арагуайя, Пара, и является воспитанником «Сантоса». Он дебютировал в профессиональном футболе 2 февраля 2011 года, став заменой Кейррисона во втором тайме, в гостевой ничьей (2:2) против «Понте-Преты» в Лига Паулиста. Он забил свой первый профессиональный гол 27 марта 2011 года, в победном матче с «Итуано».
16 мая 2012 года Тиаго Алвес был отдан в аренду клубу Серии B «Боа», но вернулся только в родной клуб только через три месяца. 3 декабря 2012 года он был отдан в аренду «Америка Минейро» до конца сезона 2013 года.